# Dame N'Doye
Dame N'Doye, född 21 februari 1985 i Thiés i Senegal, är en senegalesisk fotbollsspelare. Han har en äldre bror, Ousmane N'Doye, som även är fotbollsspelare.

## Karriär
I januari 2015 skrev N'Doye på för engelska Hull City. Den 2 juli 2018 återvände han till FC Köpenhamn. Sommaren 2020 lämnade N'Doye klubben i samband med att hans kontrakt gick ut.

## Meriter
- Superligaen 2008/09, 2009/10, 2010/11, 2018/19
- Danska cupen 2008/09, 2011/12
- Qatar Stars League 2005/06
- Qatar Crown Prince Cup 2005/06